# Aeroportul Mould Bay
Aeroportul Mould Bay (IATA: YMD, ICAO: CYMD) este un aeroport din Teritoriile de Nord-Vest, Canada.
aeroportul dispune de o singură pistă.